# スーパーサイエンスハイスクール生徒研究発表会
スーパーサイエンスハイスクール生徒研究発表会（スーパーサイエンスハイスクールせいとけんきゅうはっぴょうかい）は、文部科学省と国立研究開発法人科学技術振興機構（JST）が2004年（平成16年）より開催する、SSH指定校及び過去に指定された経験がある学校を対象とした発表会である。

## 目的
文部科学省によると、目的は「全国のSSH指定校等の生徒が日頃の研究成果を発表する機会を提供し、生徒の科学技術に対する興味・関心を一層喚起するとともに、SSHの成果を広く発信すること」とされている。

## 歴代発表会
| 年   | 開催地           | 参加校数 | 備考                                     |
| ---- | ---------------- | -------- | ---------------------------------------- |
| 2013 | パシフィコ横浜   | 219      | 海外招へい校18校含む                     |
| 2014 | パシフィコ横浜   | 227      | 海外招へい校23校含む                     |
| 2015 | インテックス大阪 | 229      | 海外招へい校26校含む                     |
| 2016 | 神戸国際展示場   | 230      | 海外招へい校28校含む                     |
| 2017 | 神戸国際展示場   | 231      | 海外招へい校25校含む                     |
| 2018 | 神戸国際展示場   | 234      | 海外招へい校26校含む                     |
| 2019 | 神戸国際展示場   | 241      | 海外招へい校23校含む                     |
| 2020 |                  | 222      | 新型コロナウイルスの影響でオンライン開催 |
| 2021 |                  | 224      | 参集とオンラインの組み合わせての開催     |
| 2022 |                  | 220      | 参集とオンライン組み合わせての開催       |
| 2023 |                  | 221      | 参集とオンライン組み合わせての開催       |
| 2024 |                  | 231      | 参集とオンライン組み合わせての開催       |
| 2025 | 神戸国際展示場   | 238      |                                          |

## 大会スケジュール
１日目には、来場者および審査委員へのポスター発表と、参加者間での交流が行われる。２日目には、１日目のポスター発表により選出された代表校の全体発表および表彰式が行われる。